# 格雷特納 (內布拉斯加州)
格雷特納（英語：Gretna）是位於美國內布拉斯加州薩皮縣的城市。

## 人口
根據2020年美國人口普查的數據，格雷特納的面積為18.26平方千米，當中陸地面積為18.01平方千米，而水域面積為0.25平方千米。當地共有人口5083人，而人口密度為每平方千米278人。